# Hrabia Rivers
Hrabiowie Rivers 1. kreacji (parostwo Anglii)
- 1466–1469: Richard Woodville, 1. hrabia Rivers
- 1469–1483: Anthony Woodville, 2. hrabia Rivers
- 1483–1491: Richard Woodville, 3. hrabia Rivers

Hrabiowie Rivers 2. kreacji (parostwo Anglii)
- 1626–1640: Thomas Darcy, 1. hrabia Rivers
- 1640–1654: John Savage, 2. hrabia Rivers
- 1654–1694: Thomas Savage, 3. hrabia Rivers
- 1694–1712: Richard Savage, 4. hrabia Rivers
- 1712–1737: John Savage, 5. hrabia Rivers

Hrabiowie Rivers 3. kreacji (parostwo Anglii)
- 1641–1650: Elizabeth Savage, hrabina Rivers

Baroneci Savage of Rocksavege
- 1611–1615: John Savage, 1. baronet
- 1615–1654: John Savage, 2. baronet, od 1640 r. 2. hrabia Rivers